# Delphine von Belgien

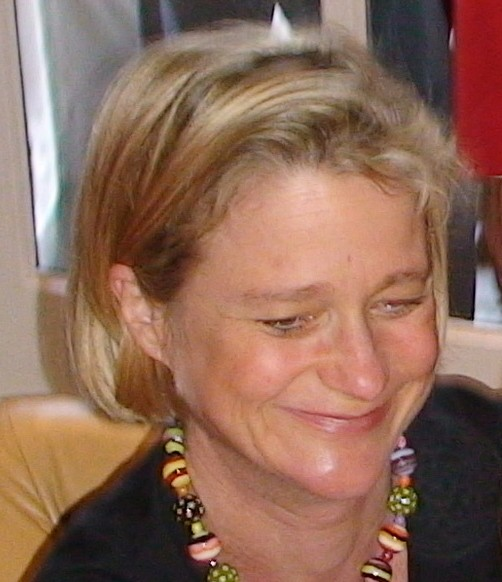
Delphine von Belgien (2008)

Prinzessin Delphine von Belgien (Delphine Michèle Anne Marie Ghislaine von Sachsen-Coburg und Gotha, urspr. Jonkvrouw Boël, * 22. Februar 1968 in Uccle, Belgien) ist eine belgische Künstlerin und eine außereheliche Tochter des früheren Königs Albert II.

## Leben

Wappen der Familie Boël

Delphine ist die Tochter von Baronin Sybille de Sélys Longchamps. Ihre Mutter war seit 1962 mit dem Industriellen Jacques Boël verheiratet, dessen Nachnamen Delphine als in der Ehe geborenes Kind erhielt. Sie wuchs nach der Scheidung ihrer Mutter von Jacques Boël 1978 in London auf, wo ihre Mutter sich 1982 wiederverheiratete. Ihre Schulausbildung erhielt sie in einem Internat in der Schweiz. Anschließend absolvierte sie ein Kunststudium an der Chelsea School of Arts in London, das sie 1990 mit einem B.A. fine arts (Honours) abschloss.
Sie ist als Künstlerin tätig und stellt Collagen und Skulpturen, unter anderem aus Pappmaché, her. Seit 2000 hatte sie mehrere Ausstellungen.
Delphine ist seit 2003 mit dem Texaner James „Jim“ O’Hare zusammen, mit dem sie zwei Kinder hat, Joséphine (geb. O’Hare, * 2003) und Oscar (geb. O’Hare, * 2008). Die Kinder sollen mittlerweile ebenfalls den Nachnamen de Saxe-Cobourg führen.

## Tochter von Albert II.
1999 schrieb Mario Danneels in seiner Biographie über Königin Paola (Paola, van „la dolce vita“ tot koningin), dass König Albert II. eine außereheliche Tochter habe. Albert II. hat bis Januar 2020 die Vaterschaft nicht anerkannt. Zuvor hatte er aber in einer Weihnachtsansprache 1999 eingeräumt, dass sich seine Ehe dreißig Jahre zuvor in einer Krise befunden habe.
2005 schilderte Delphine die Beziehung zwischen ihrer Mutter und Albert II. in einem Interview. Die Beziehung der beiden habe von 1966 bis 1984 bestanden. Albert habe sogar zeitweise Pläne gehabt, sich von seiner Frau Paola Ruffo di Calabria scheiden zu lassen. Delphines Mutter war seit 1982 wiederverheiratet. Delphine erklärte, die Tochter von Albert zu sein. Auch habe er sich in ihrer Kindheit um sie gekümmert und sie und ihre Mutter besucht. 1993 verstarb unerwartet sein Bruder, der streng katholische König Baudouin, dem Albert nachfolgte; Paola wurde damit zur Königin. Spätestens seit 1999 habe zwischen Albert und ihr keinerlei Kontakt mehr bestanden, wie Delphine und ihre Mutter in verschiedenen Interviews beklagten.
Im April 2008 erschien ihre Autobiographie Couper le cordon („Die Nabelschnur zerschneiden“). Darin schreibt sie, sie halte sich für das Kind Alberts, habe aber die Hoffnung auf Anerkennung durch ihn aufgegeben. Von der Presse wurde Delphine weitgehend als Tochter des früheren Königs behandelt.
2013 reichte Delphine eine Vaterschaftsklage gegen Albert ein und verlangte einen DNA-Test. Daraufhin wandte sich das zuständige Brüsseler Gericht an den Verfassungsgerichtshof, um einerseits zu klären, ob ein Kind die Vaterschaft anfechten kann, obwohl in Belgien automatisch der Ehemann der Mutter rechtlich als Vater eines Kindes gilt, und andererseits, ob der Fall verjährt war, was Alberts Anwälte erklärten. In beiden Fällen entschied das Verfassungsgericht Anfang 2016 in ihrem Sinne, womit sie nun die Vaterschaft von Jacques Boël anfechten konnte. Im September 2014 wurde nach Angaben ihrer Anwälte bereits bei einem DNA-Test festgestellt, dass Jacques Boël nicht ihr leiblicher Vater ist.
Anfang November 2018 wurde gerichtlich entschieden, dass Albert sich innerhalb von drei Monaten einem Vaterschaftstest unterziehen muss. Ende Januar 2020 wurde durch einen Anwalt des ehemaligen Monarchen bekannt, dass der DNA-Test Albert II. als Vater von Delphine bestätigt hatte. Nach jahrelangem Rechtsstreit räumte Albert II. am 27. Januar 2020 ein, der Vater von Delphine zu sein.
Mit einer Entscheidung des belgischen Appellationsgerichts vom 1. Oktober 2020 wurde sie offiziell zur „Prinzessin von Belgien“ und erhielt den Nachnamen „von Sachsen-Coburg und Gotha“ zugesprochen.